# Мистър Аркадин
„Мистър Аркадин“ (на английски: Mr. Arkadin) е френско-испански филм от 1955 година, криминален трилър на режисьора Орсън Уелс по негов собствен сценарий, базиран на негови епизоди за радиопрограмата „The Adventures of Harry Lime“.
В центъра на сюжета е дребен престъпник, който е нает от международен аферист, за да разкрие собственото му минало, тъй като самият той страда от амнезия. Главните роли се изпълняват от Робърт Ардън, Орсън Уелс, Паола Мори, Патрисия Медина.